# La figlia del peccato
La figlia del peccato è un film del 1949 diretto da Armando Grottini, al debutto come regista, che si firmò con lo pseudonimo Armando Ingegnero.

## Trama
Anna sta scontando una pena in carcere per aver soppresso il suo amante. Intanto aiuta Lucia, figlia avuta dalla relazione clandestina, a evitare il matrimonio con un uomo che non ama.

## Produzione
Il film rientra nel filone dei melodrammi sentimentali, popolarmente detto strappalacrime, filone cinematografico assai in voga tra il pubblico italiano negli anni del secondo dopoguerra (1945-1955).